# Euphorbia bulbispina
Euphorbia bulbispina ist eine Pflanzenart aus der Gattung Wolfsmilch (Euphorbia) in der Familie der Wolfsmilchgewächse (Euphorbiaceae).

## Beschreibung
Die sukkulente Euphorbia bulbispina bildet kleine Sträucher bis 30 Zentimeter Höhe und bis 1 Meter Durchmesser aus. Der Stamm erreicht an der Basis einen Durchmesser von 3 Zentimeter. Es werden viele Zweige gebildet, die sich zur Basis hin verjüngen. Die an den Rändern rötlich gefärbten Blätter stehen in endständigen Rosetten und sind eiförmig. Sie werden 17 Millimeter lang und 15 Millimeter breit. Der etwas purpurn gefärbte Blattstiel wird bis 3 Millimeter lang. Die einzeln stehenden Nebenblattdornen werden 5 Millimeter lang und sind anfangs etwas purpurn gefärbt. Sie bilden eine große und kugelförmige Basis aus.
Der Blütenstand besteht aus einzelnen und einfachen Cymen. Die eiförmigen und gelb gefärbten Cyathophyllen werden 4 Millimeter groß und stehen ausgebreitet. Die kleinen Cyathien werden 3 Millimeter groß und die Nektardrüsen sind gelbgrün gefärbt. Der Fruchtknoten ist kurz gestielt. Über die Früchte und den Samen ist nichts bekannt.

## Verbreitung und Systematik
Euphorbia bulbispina ist endemisch im Norden von Madagaskar in der Gegend von Antsiranana verbreitet.
Die Art steht auf der Roten Liste der IUCN und gilt als gefährdet (Vulnerable).
Die Erstbeschreibung der Art erfolgte 1991 durch Werner Rauh und Alfred Razafindratsira. Ein Synonym ist Euphorbia milii var. bulbispina Rauh.